# Tibetische Orthographie
Die tibetische Orthographie besteht aus zahlreichen Regeln über die Kombinierbarkeit tibetischer Schriftzeichen innerhalb einer Silbe. Sie ist sowohl auf die tibetische Schrift selbst als auch auf jede Transliteration anwendbar.

## Das Konsonanten-Schema
Das tibetische Alphabet besteht aus 30 Konsonanten, die sich folgendermaßen anordnen lassen (wobei sie in ihrer alphabetischen Reihenfolge zeilenweise zu lesen sind):
| Das tibetische Schema der Konsonanten | Das tibetische Schema der Konsonanten | Das tibetische Schema der Konsonanten | Das tibetische Schema der Konsonanten | Das tibetische Schema der Konsonanten |
| ------------------------------------- | ------------------------------------- | ------------------------------------- | ------------------------------------- | ------------------------------------- |
|                                       | Spalte 1                              | Spalte 2                              | Spalte 3                              | Spalte 4                              |
| Zeile 1                               | K ཀ                                   | KH ཁ                                  | G ག                                   | NG ང                                  |
| Zeile 2                               | C ཅ                                   | CH ཆ                                  | J ཇ                                   | NY ཉ                                  |
| Zeile 4                               | T ཏ                                   | TH ཐ                                  | D ད                                   | N ན                                   |
| Zeile 5                               | P པ                                   | PH ཕ                                  | B བ                                   | M མ                                   |
| Zeile 6                               | TS ཙ                                  | TSH ཚ                                 | DS ཛ                                  | W ཝ                                   |
| Die Spalten gelten nur bis hierher    |                                       |                                       |                                       |                                       |
| Zeile 7a                              | ZH ཞ                                  | Z ཟ                                   | ' འ                                   |                                       |
| Zeile 7b                              | Y ཡ                                   | R ར                                   | L ལ                                   |                                       |
| Zeile 8                               | SH ཤ                                  | S ས                                   | H ཧ                                   | A ཨ                                   |

Bezüglich der fehlenden Zeile 3 siehe unten den Abschnitt Fremdwörter.

## Die Silbe
Die Einheit der tibetischen Orthographie ist die Silbe, die in der Schrift ausnahmslos durch ein Silben-Endzeichen (tsheg) abgeschlossen wird. Das ist ein auf der Höhe der Kopflinie befindlicher Punkt, der auch die Gestalt eines kleinen vollen Dreiecks (mit der Spitze nach unten) oder eines T annehmen kann (་).
In der Transliteration ist das tsheg als Bindestrich, Leerzeichen oder Wortende erkennbar.
Innerhalb der Silbe (also zwischen zwei tsheg-Zeichen oder vom Textbeginn bis zum ersten solchen) steht die schriftliche Darstellung der Silbe bestehend aus dem konsonantischen Anlaut, dem Vokal (inklusive des in der tibetischen Schrift nicht geschriebenen inhärenten a) und dem fakultativen konsonantischen Auslaut.

## Der Anlaut
Aus den 30 Konsonanten können im Anlaut Subskription (Darunterschreiben), Superskription (Darüberschreiben) und Präskription (Voranschreiben) zahlreiche orthographisch erlaubte Grapheme (Gesamt-Schriftzeichen) gebildet werden. Auf diese kann jeder der 5 Vokale folgen. Zur Erleichterung wird im Folgenden der jeweilige Grundbuchstabe (dem ein Sub-, Super- oder Präskript hinzugefügt wird) als Großbuchstabe dargestellt.

## Die Subskription
Die Buchstaben y, r oder l können unter manche Grundbuchstaben des Silbenanlauts geschrieben werden, wobei y und r ihre Gestalt ändern. (l behält seine Gestalt, wird aber etwas verkleinert.)
- Die 7 Grapheme mit subskribiertem y (genannt ya btags) lauten Ky, KHy, Gy, Py, PHy, By und My.
- Die 14 Grapheme mit subskribiertem r (genannt ra btags) lauten Kr, KHr, Gr, Tr, THr, Dr, Nr, Pr, PHr, Br, Mr (als Teil des Graphems sMr), SHr, Sr und Hr.
- Die 6 Grapheme mit subskribiertem l (genannt la btags) lauten Kl, Gl, Bl, Zl, Rl und Sl.
- Die Grundbuchstaben C, CH, J und NY sowie TS, TSH, DS und W tragen niemals ein Subskript.

## Die Superskription
Die Buchstaben R, L oder S können über manche Grundbuchstaben des Silbenanlauts geschrieben werden, von denen manche auch bestimmte Subskripte tragen dürfen. Dabei verändert R seine Gestalt, L und S werden nur etwas verkleinert. Diese Superskripte berühren oben die Kopfzeile, die Grundbuchstaben rücken also entsprechend tiefer.
- Das superskribierte r (genannt ra mgo) bildet die Grapheme rK, rG, rNG, rJ, rNY, rT, rD, rN, rB, rM, rTS und rDS. Die Grundbuchstaben K, G und M können auch ein subskribiertes y tragen. Bei rK, rG, rN und rM setzt sich der senkrechte Teil des Superskripts in einer entsprechenden Linie des Grundbuchstaben fort. Bei rNY ist die Gestalt des r fast unverändert, überall sonst ähnelt sie dem lateinischen T.
- Das superskribierte l (genannt la mgo) bildet die Grapheme lK, lG, lNG, lC, lJ, lT, lD, lP, lB und lH. Subskripte können dabei keine auftreten.
- Das superskribierte s (genannt sa mgo) bildet die Grapheme sK, sG, sNG, sNY, sT, sD, sN, sP, sB, sM und sTS. Die Grundbuchstaben K, G, P, B und M können dabei auch die Subskripte y und r tragen. Ganz selten tritt auch sNr auf.
- Mit Ausnahme von lH tragen die Grundbuchstaben, die im Alphabet hinter dem W stehen (nämlich der ZH, Z, ', Y, R, L, SH, S, H und der Konsonant A) keine Superskripte.

## Die Präskription
In bestimmten Fällen können die Buchstaben g, d, b, m oder ' den Grundbuchstaben des Silbenanlauts vorangestellt werden. Diese Grundbuchstaben können verschiedentlich auch Super- und Subskripte tragen. Die Präskripte bleiben in Gestalt und Größe unverändert. In der Transliteration wird das Präskript ebenfalls links vorangestellt (z. B. gC). Dabei gilt:
- Das Präskript g kann vor folgenden Grundbuchstaben stehen (die alle weder ein Super- noch ein Subskript haben dürfen): C, NY, T, D, N, TS, ZH, Z, Y, SH und S. Dabei muss g vor dem Grundbuchstaben Y als „g.y“ transliteriert werden, denn „gy“ bedeutet Grundbuchstabe G mit subskribiertem y.
- Das Präskript d kann vor folgenden Graphemen stehen: K, G, P, B (alle vier können auch y oder r als Subskript tragen), NG, M und MY. Vor einem Grundbuchstaben mit Superskript kann kein Präskript d stehen.
- Das Präskript b kann vor folgenden Graphemen stehen: K (y r l), RK (y), SK (y r), G (y r), RG (y), SG (y r), rNG, sNG, C, rJ, rNY, sNY, T, rT, lT, sT, D, rD, sD, rN, sN, rTS, sTS, rDS, ZH, Z (l), RL, SH und S (l). Dabei stehen in Klammern die Subskripte, die dabei auftreten dürfen (aber nicht müssen). Bei "brl" ist R der Grundbuchstabe, denn nur b kann als Präskript eines Grundbuchstaben auftreten, der gleichzeitig ein Super- und ein Subskript trägt.
- Das Präskript M kann vor KH, G, NG, CH, J, NY, TH, D, N, TSH und DS stehen. KH und G können auch die Subskripte y oder r tragen.
- Das a chung (') als Präskript kann vor allen Grundbuchstaben der Spalten 2 und 3 stehen (wobei KH, G, PH und B auch die Subskripte y und r tragen können) sowie vor THr und Dr.

## Allgemeines zur Adskription
Adskription ist die gemeinsame Bezeichnung für Subskription, Superskription und Präskription. Das Wazur, das üblicherweise als eine Form der Subskription von -w und somit der Adskription beschrieben wird, ist hier aus praktischen Gründen ausgenommen. Somit gelten folgende allgemeine Aussagen zur Adskription:
- Grundregel: Die Grundbuchstaben W, ' und A können nicht durch Adskripte erweitert werden (gilt auch für Wazur).
- Ausschließungsregel: In keinem Konsonantenbündel (= Grundbuchstabe plus höchstens 3 Adskripte) kann derselbe Buchstabe öfter als einmal auftreten (gilt auch für Wazur).
- Zeilenregel: Kein Adskript darf in derselben Zeile des Alphabetschemas stehen, wie der Grundbuchstabe (wobei 7a und 7b als eine Zeile gelten). Das gilt streng für Präskript und Superskript. Beim Subskript gibt es jedoch eine Ausnahme: Zl.
- Spaltenregel: Die Spalte 2 verträgt kein Superskript und außer m und ' kein Präskript.
- Eindeutigkeitsregel: Es gibt keine mehrdeutigen Silben. Sind nach dem bisher Gesagten zwei Lesungen möglich, je nachdem ob man den ersten Konsonanten einer Silbe mit inhärentem a als Grundbuchstaben oder als Präskript betrachtet, so muss er als Grundbuchstabe gelten. Die Silbe d + g + s beispielsweise muss dags transliteriert werden (nicht dgas).
- Pänultima-Regel: Es ist nicht notwendig, alle vorkommenden Konsonantenbündel auswendig zu kennen, um in der Transliteration den Grundbuchstaben zu ermitteln. Es genügt zu wissen, welche Buchstaben Adskripte oder ein Wazur tragen können (nämlich alle außer den in der Grundregel genannten) und welche als Subskripte (y, r und l), als Superskripte (r, l und s) und als Präskripte (g, d, b, m und ') auftreten können. Für die dann noch unentschiedenen Fälle (z. B. br oder rl) gilt, dass der vorletzte Konsonant des Bündels der Grundbuchstabe ist. (Mit Ausnahme des seltenen Grw gilt diese Regel auch für das Wazur.)

## Die Vokale
Die tibetischen Vokale in ihrer alphabetischen Reihenfolge lauten a, i, u, e und o (ི ུ ེ ོ). Im Gegensatz zum Grundbuchstaben A heißt der auf einen Konsonanten folgende Vokal a inhärentes a und wird nicht geschrieben. Es gilt stets dann als vorhanden, wenn sich an einer Stelle, an der ein Vokal stehen muss, kein anderer befindet. Das Vokalzeichen für u wird unterhalb, die für i, e und o oberhalb des Anlaut-Graphems geschrieben. In der Transliteration folgt der Vokal einfach auf den konsonantischen Anlaut.
Gesprochene Diphthonge kennt das Tibetische nicht. Es ist aber möglich, Silben mit zwei aufeinanderfolgenden Vokalen zu bilden, die separat gesprochen werden. Dazu bedient man sich des Buchstaben ' als Träger der 2. Vokalisierung (für die nur i, u oder o möglich ist).

## Der Auslaut
Eine tibetische Silbe kann auf jeden der 5 Vokale enden. Es gibt aber auch 10 Auslautkonsonanten, nämlich g, ng, d, n, b, m, ', r, l und s. Dabei gelten folgende Regeln:
- Der Auslaut ' (a chung) ist ein Spezialfall des vokalischen Auslauts und kann nur nach inhärentem A auftreten (-a'). Keine Silbe kann nur aus Präskript und Grundbuchstabe (mit inhärentem a) bestehen, sondern muss dann ein ' als Auslaut erhalten.
- Hinter dem Auslaut g, ng, b und m kann zusätzlich ein 2. Auslaut s stehen. Für den Auslaut gs gibt es eine Ligatur als alternative Schreibweise.

## Fremdwörter
- Einige Schriftzeichen kommen nur in Wörtern nicht-tibetischen Ursprungs vor (insbesondere in tibetischen Transliterationen aus dem Sanskrit). Dazu verwendet man Buchstaben, die um eine vertikale Symmetrie-Achse gespiegelt werden. Die Spiegelung der Buchstaben der 4. Zeile ergeben die (in der Tabelle ausgelassene) 3. Zeile. Sie werden in der Transliteration durch einen darunter gesetzten Punkt unterschieden. Auch der Buchstabe sh kann gespiegelt werden. Er wird mit einem unterpunkteten s transliteriert und zumeist hinter dem sh alphabetisch eingeordnet.
- In gleicher Weise kann auch das Vokalzeichen für i gespiegelt werden. Dieses gespiegelte i kann nur über R oder L stehen. Die Transliteration erfolgt ebenfalls durch einen daruntergesetzen Punkt. Werden die Vokalzeichen für e und o zweimal übereinander geschrieben, so bilden sie die (unechten) Diphthonge ai und au. Ein kleiner leerer Kreis über einem Buchstaben ist als [m] (nach dem Vokal) zu lesen und wird auch mit einem Punkt darunter transliteriert. (Der Einfachheit halber wird dieses Zeichen aber oft auch an Stelle eines echten Auslaut -m in tibetischen Wörtern verwendet.)
- Darüber hinaus können in Fremdwörtern zusätzliche Subskripte auftreten, insbesondere subskribiertes ' zur Bezeichnung eines langen Vokals. Die Transliteration erfolgt dann durch einen waagrechten Strich über dem Vokal (also nicht mit '). Häufig ist auch subskribiertes h zur Bezeichnung der Aspiration (z. B. Gh).
- In tibetischen Transliterationen aus dem Sanskrit werden dessen Ligaturen (Konsonantenverschmelzungen) durch Untereinanderschreiben aller enthaltenen Konsonanten wiedergegeben. Um solche Transliterationen wiederum aus dem Tibetischen in die lateinische Schrift zu transliterieren, sind zusätzliche Vermerke nötig.
- Werden (z. B. europäische) Eigennamen ins Tibetische transkribiert, so können die normalerweise nicht gesprochenen Auslaute ein zusätzliches Vokalzeichen bekommen (z. B. die Buchstaben-Namen Es und Jot als ese und jotho in jeweils einer Silbe). Der Laut [f] lässt sich als PH mit einem Punkt darunter oder einem Häkchen (wie bei TS) wiedergeben. Die heute übliche Form ist H mit subskribiertem PH (transliteriert als F).